# Appanoose County
Das Appanoose County ist ein County im US-amerikanischen Bundesstaat Iowa. Im Jahr 2020 hatte das County 12.317 Einwohner und eine Bevölkerungsdichte von 9,6 Einwohnern pro Quadratkilometer. Der Verwaltungssitz (County Seat) ist Centerville.

## Geografie

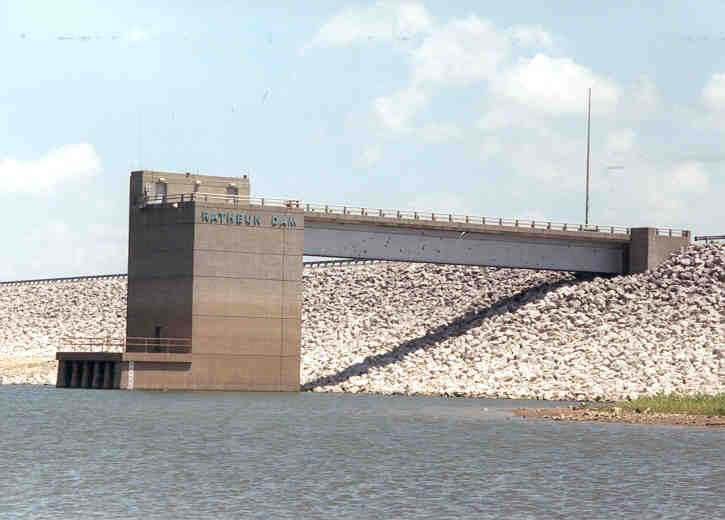
Der Rathbun Dam

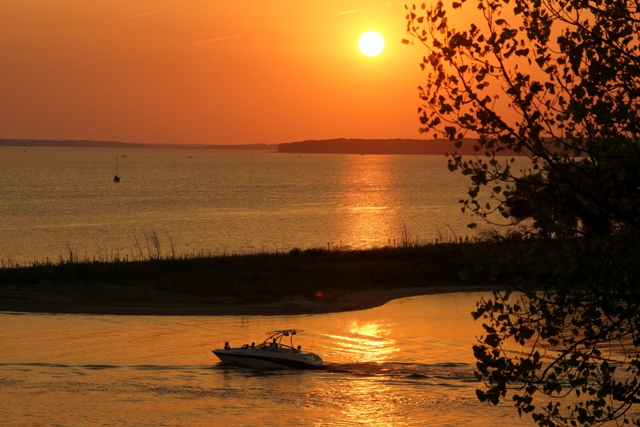
Rathbun Lake

Das County liegt im Süden von Iowa und grenzt im Süden an Missouri. Es hat eine Fläche von 1337 Quadratkilometern, wovon 54 Quadratkilometer Wasserfläche sind.
Durchflossen wird das Appanoose County vom Chariton River, einem linken Nebenfluss des Missouri. Im Norden des Countys ist der Chariton River durch den Rathbun Dam zum Rathbun Lake aufgestaut.
An das Appanoose County grenzen folgende Nachbarcountys:
| Lucas County             | Monroe County | Wapello County             |
| Wayne County             |               | Davis County               |
| Putnam County (Missouri) |               | Schuyler County (Missouri) |

## Geschichte

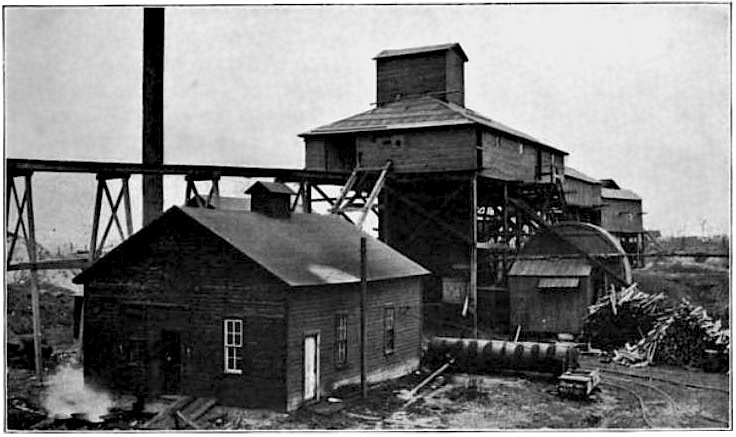
1908 - Die Relay Mine No. 3 in Centerville

Das Appanoose County wurde am 17. Februar 1843 aus als frei bezeichnetem Territorium gebildet. Benannt wurde es nach Appanoose, einem Häuptling der Fox-Indianer, der nicht am Black-Hawk-Krieg teilnahm.
Die heutige Bezirkshauptstadt hieß ehemals Chaldea. Später wurde sie zu Ehren des früheren Gouverneurs Senter von Tennessee in Senterville umbenannt. Allmählich wurde aus Senterville dann Centerville.
Im April 1848 wurde das für 160 Dollar erbaute Gerichtsgebäude in Betrieb genommen und diente als solches bis 1857. Das zweite Gerichtsgebäude wurde 1864 eröffnet und brannte bei den Feierlichkeiten zum 4. Juli durch explodierende Feuerwerkskörper bis auf die untere Etage ab. Das dritte Gerichtsgebäude wurde am 21. Mai 1903 in Betrieb genommen und wird heute noch genutzt.

## Bevölkerung
Nach der Volkszählung im Jahr 2010 lebten im Appanoose County 12.887 Menschen in 5766 Haushalten. Die Bevölkerungsdichte betrug 10 Einwohner pro Quadratkilometer. In den 5766 Haushalten lebten statistisch je 2,23 Personen.
Ethnisch betrachtet setzte sich die Bevölkerung zusammen aus 97,7 Prozent Weißen, 0,5 Prozent Afroamerikanern, 0,2 Prozent amerikanischen Ureinwohnern, 0,3 Prozent Asiaten sowie aus anderen ethnischen Gruppen; 1,0 Prozent stammten von zwei oder mehr Ethnien ab. Unabhängig von der ethnischen Zugehörigkeit waren 1,4 Prozent der Bevölkerung spanischer oder lateinamerikanischer Abstammung.
22,2 Prozent der Bevölkerung waren unter 18 Jahre alt, 57,9 Prozent waren zwischen 18 und 64 und 19,9 Prozent waren 65 Jahre oder älter. 51,9 Prozent der Bevölkerung war weiblich.
Das jährliche Durchschnittseinkommen eines Haushalts lag bei 33.663 USD. Das Prokopfeinkommen betrug 20.721 USD. 19,3 Prozent der Einwohner lebten unterhalb der Armutsgrenze.

## Ortschaften im Appanoose County
Citys
| - Centerville - Cincinnati - Exline - Moravia | - Moulton - Mystic - Numa - Plano | - Rathbun - Udell - Unionville |

Unincorporated Communities
| - Brazil - Dean - Garfield | - Iconium - Livingston - Walnut City |

## Gliederung
Das Appanoose County ist in 17 Townships eingeteilt:
| Township              | Einw. (2010) | FIPS     |
| --------------------- | ------------ | -------- |
| Bellair Township      | 554          | 19-90177 |
| Caldwell Township     | 425          | 19-90435 |
| Chariton Township     | 161          | 19-90642 |
| Douglas Township      | 187          | 19-91023 |
| Franklin Township     | 269          | 19-91386 |
| Independence Township | 248          | 19-92016 |

| Township          | Einw. (2010) | FIPS     |
| ----------------- | ------------ | -------- |
| Johns Township    | 287          | 19-92271 |
| Lincoln Township  | 172          | 19-92520 |
| Pleasant Township | 793          | 19-93357 |
| Sharon Township   | 199          | 19-93822 |
| Taylor Township   | 870          | 19-94092 |
| Udell Township    | 343          | 19-94155 |

| Township            | Einw. (2010) | FIPS     |
| ------------------- | ------------ | -------- |
| Union Township      | 157          | 19-94167 |
| Vermillion Township | 808          | 19-94329 |
| Walnut Township     | 894          | 19-94392 |
| Washington Township | 722          | 19-94449 |
| Wells Township      | 270          | 19-94638 |

Die Stadt Centerville gehört keiner Township an.